# Szörfvitorlázás

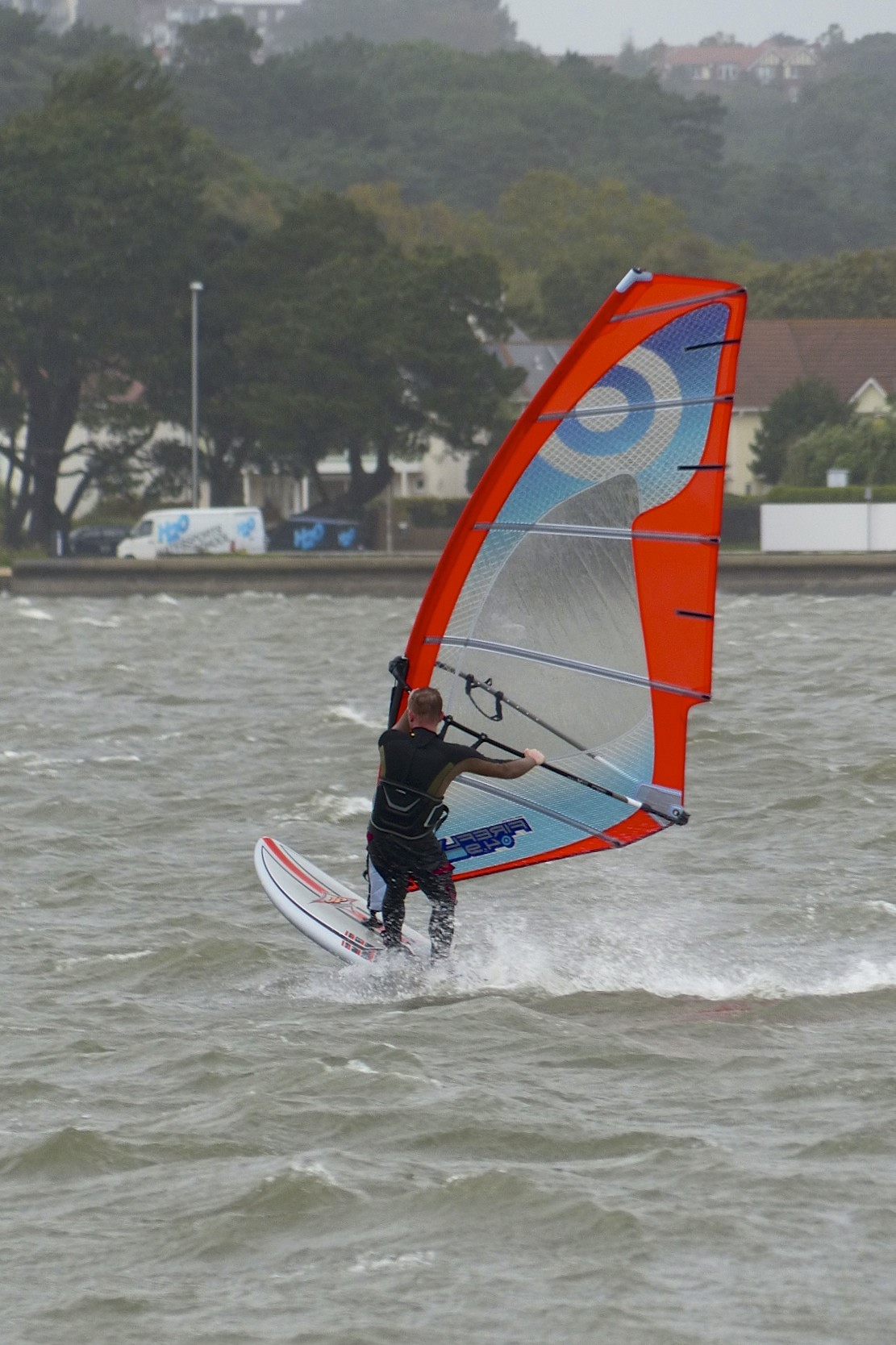
Szörfvitorlázás

A szörfvitorlázás egy sportág, amely a vitorlázás-csoport eleme, és a windszörf nevű sporteszközzel űzik. A windszörf (eredetileg angolosan: windsurf) két fő alkotóeleme a szörfdeszka és a rigg (vagy vitorlázat), mely magában foglalja többek közt az árbócot, a bumot és a vitorlát.

## A windszörf feltalálása
A hullámlovaglás egy igen régi sport, az első európai írásos említés Cook kapitány naplójában található, melyben a Hawaii-szigeteki bennszülöttek furcsa szórakozásáról ír, mindezt az 1700-as évek vége felén tette, feltételezhető, hogy a hawaii emberek már jóval korábban űzték ezt a kellemes sportot. 
A széllel hajtott szörfdeszka ötlete ehhez képest egészen friss, először Jim Drake és barátja fejében merült fel 1962 tavaszán, Kaliforniában. Az eredeti ötlet inkább a kitesurfhoz volt hasonló, hiszen a szörfdeszkát nagy méretű sárkánnyal (ernyővel) hajtotta volna a feltaláló. Eljött aztán 1967, mikor a tervekből egy működőképes vízi jármű, az álmokból tettek lettek, Jim Drake megtette első métereit egy háromszög alakú vitorlával felszerelt szörffel a Jamaica-öböl vízén.
Igen termékeny időszak volt ez a feltaláló életében, hiszen a „polgári” foglalkozása szerint repülőmérnök Jim Drake és az általa vezetett csapat ekkor fejlesztette ki a mai napig abszolút sebességi rekordot tartó rakétahajtású repülőgépet, az X-15-öt is.
A szörf építésében akkor még barátja, Hoyle Sweitzer is sokat segédkezett. A széllovaglás széles körben való elterjesztése, a találmányhoz kapcsolódó üzleti vállalkozás az ő nevéhez fűződik. Az egykori jóbarátok később éveken keresztül pereskedtek, hiszen Hoyle Sweitzer szabadalmaztatta a találmányt és ezért kizárólag őt illette a termék eladásából származó minden bevétel. 
A szörf feltalálásának 40. évfordulója 2007. május 21-én volt. A két perben álló fél mára már kibékült és még mindketten vízre szállnak, hogy húzzanak 1-2 takkot a szörfjükkel, melynek feltalálása, illetve népszerűsítése az ő nevükhöz fűződik.

## A windszörf alkatrészei
- 1. latni - segítségükkel a vitorla profilja, alakja merev marad, ennek köszönhetően jobbak a menetteljesítmények, könnyebb a használat, gyorsabb a vitorla
- 2. kilépő, vagy hátsó él
- 3. bum - általában alumíniumból vagy szénszálból készül. Manapság már kizárólag állítható hosszúságú, az árbócra gyorsan rácsatolható bumokat lehet kapni. A régi szörfökön a csatolás helyett kötözni kellett, a bumok hossza nem volt állítható. A hőskorban még fából is készültek bumok.
- 4. trapézkötél - a bumon található kötél. A szörfös ide akaszthatja be magát a trapézzal, melynek segítségével a vitorla húzóerejének a testsúlyával tud ellentartani.
- 5. a vitorla alsó éle
- 6. belépő él, árbóczsák - Ebben helyezkedik el a vitorla árbóca, melynek anyaga általában szénszál és üvegszálas technológiával készül. Régebben alumínium árbócokat is használtak. Minél magasabb a szénszál tartalom, annál jobbak az árbóc rugalmassági tulajdonságai.
- 7. gyökér, gyök árbóctalp - ezen alkatrészek kötik össze a szörfdeszkát a vitorlával
- 8. a szörfdeszka

A szörfdeszka alkatrészei:
- 1. árbócsín - ide kell beilleszteni a vitorlát a deszkával összekötő gyökeret
- 2. footpad - nem tartozéka minden deszkának, de nagyon elterjedt, hiszen kényelmes a lábaknak
- 3. papucs - a szörfös siklás közben itt tartja a lábait
- A szörfdeszka alján, hátul található szárny a szkeg
- A szörfdeszka alján, középen, a gyengébb szélre tervezett, nagyobb deszkákon található a svert. Általában becsukható. A szkeg és a svert nélkül a szörf nem tudna előre haladni. Az erős szélre tervezett szörfökön csak szkeg található.